# Рушевине Сашке цркве
Рушевине Сашке цркве се налазе насељеном месту Бостане на територији општине Ново Брдо, на Косову и Метохији. Име је добила о Сасима, рударима који су радили у руднику. Представљају непокретно културно добро као споменик културе.
Црква је била посвећена Богородици, подигнута је у 14. веку. Састојала се састојала од наоса, издуженог презбитеријума са полукружном апсидом и правоугаоном сакристијом и отвореног трема призиданог са десне стране наоса. Црква је очувана у темељима и делимично у висини сокла. То је једнобродна грађевина, димензија 35 х 12,45 m, правоугаоне основе. Грађена је од сиге, ломљеног камена, опеке и квадера црвене брече. У сакристији је била пронађена остава сребрног накита и новца. У унутрашњости цркве налазили су се гробови обележени плочама од кречњака, шкриљца и црвене брече. Унутрашњост цркве је била живописана. У писаним изворима она се помиње као Santa Maria de Noyomonte in Dogni Targ, а припадала је Сасима - рударима, Дубровчанима и другим грађанима католичке вере.

## Основ за упис у регистар
Одлука о утврђивању остатака Сашке цркве за археолошко налазиште, бр. 1437 (Сл. гласник РС бр. 51 од 13. 11. 1997. г. Закон о културним добрима (Сл. гласник РС бр. 71/94).